# Björnasjön (Eringsboda socken, Blekinge)
Björnasjön är en sjö i Ronneby kommun i Blekinge och ingår i Nättrabyåns huvudavrinningsområde. Sjön är 3,2 meter djup, har en yta på 0,0859 kvadratkilometer och är belägen 94,4 meter över havet.

## Delavrinningsområde
Björnasjön ingår i det delavrinningsområde (625839-147805) som SMHI kallar för Mynnar i Nättrabyån. Medelhöjden är 106 meter över havet och ytan är 10,27 kvadratkilometer. Räknas de 9 avrinningsområdena uppströms in blir den ackumulerade arean 107,89 kvadratkilometer. Vattendraget som avvattnar avrinningsområdet har biflödesordning 2, vilket innebär att vattnet flödar genom totalt 2 vattendrag innan det når havet efter 32 kilometer. Avrinningsområdet består mestadels av skog (58 procent), öppen mark (18 procent) och jordbruk (17 procent). Avrinningsområdet har 0,48 kvadratkilometer vattenytor vilket ger det en sjöprocent på 4,7 procent.